# Rouxmesnil (Valmont)
Rouxmesnil is een gehucht en voormalige gemeente in de Franse gemeente Valmont in het departement Seine-Maritime. Het ligt in het noordwesten van de gemeente, minder dan een kilometer ten noordwesten van het dorpscentrum van Valmont, waarmee het vergroeid is.
Het riviertje de Valmont stroomt door Rouxmesnil.

## Geschiedenis
Oude vermeldingen van de plaatsnaam gaan terug tot rond 1240 als Par. Sancti Audeoni de Romesnil.  De 18de-eeuwse Cassinikaart toont het dorpje Rouxmenil.
Op het eind van het ancien régime eind 18de eeuw, toen de gemeenten werden gecreëerd, werd Rouxmesnil een gemeente. De kerk van Saint-Ouen ging dicht rond de Franse Revolutie en werd daarna gesloopt.
In 1825 werd de gemeente Rouxmesnil al opgeheven en net als buurgemeente Bec-aux-Cauchois aangehecht bij de gemeente Valmont
Op het eind van de 19de eeuw kwam door Rouxmesnil de spoorlijn Dieppe - Fécamp te liggen. De spoorlijn sloot weer in de 20ste eeuw en werd weer opengebroken.
Bec-aux-Cauchois · Rouxmesnil · Saint-Ouen-au-Bosc · Valmont